# Daniel Jay Cameron
Daniel Jay Cameron (Plano, Texas; 22 de noviembre de 1985) es un abogado y político estadounidense que se desempeña como fiscal general de Kentucky. Es el primer afroamericano y el primer republicano desde 1943 en ser elegido para el cargo.
Cameron asistió a la Universidad de Louisville. Trabajó como asistente legal para el juez federal de distrito Gregory F. Van Tatenhove durante dos años y luego fue asesor legal del líder de la mayoría del Senado Mitch McConnell, de 2015 a 2017. En 2020, estuvo en la lista de 20 personas preseleccionadas del presidente Donald Trump de posibles nominados a la Corte Suprema.
Cameron se postuló en las elecciones de Fiscal General de Kentucky de 2019 y recibió el respaldo de Trump después de las primarias. Ganó con el 57,7% de los votos. 
Fue candidato en las elecciones para gobernador de Kentucky de 2023 pero fue derrotado por el gobernador demócrata Andy Beshear.

## Temprana edad y educación
Cameron nació en Plano, Texas. Más tarde vivió en Alabama. Se crio en Elizabethtown, Kentucky. Su madre era profesora en Elizabethtown Community and Technical College, y su padre era dueño de una cafetería local. Cameron asistió a la escuela secundaria John Hardin en la vecina Radcliff.
Cameron recibió una beca del Senador Mitch McConnell para asistir a la Universidad de Louisville, momento en el que conoció a McConnell por primera vez. Fue back defensivo en el equipo de fútbol Louisville Cardinals de 2006 y salió de la banca para jugar en los primeros dos juegos de la temporada. Se graduó de la Universidad de Louisville con una licenciatura en 2008 y luego se graduó en 2011 con un doctorado en leyes de la Facultad de Derecho Brandeis de la universidad, donde fue presidente de la Asociación de Abogados de Estudiantes.

## Carrera profesional

### Carrera temprana
Cameron fue asistente legal del juez Gregory F. Van Tatenhove del Tribunal de Distrito de EE. UU. para el Distrito Este de Kentucky durante dos años, de 2011 a 2013. De 2013 a 2015, durante 18 meses trabajó para el bufete de abogados Stites & Harbison.
De 2015 a 2017, Cameron se desempeñó como asesor legal del líder de la mayoría del Senado, Mitch McConnell, para quien el propio Tatenhove había trabajado anteriormente. Fue responsable de asegurarse de que la oficina cumpliera con las reglas de ética del Senado y ayudó a guiar las confirmaciones de los jueces federales conservadores, incluido Neil Gorsuch.
En 2017, Cameron regresó a Louisville y se unió al bufete de abogados Frost Brown Todd como asociado sénior en asuntos gubernamentales.

## Posiciones políticas e ideológicas

### Aborto
El 27 de marzo de 2020, Cameron pidió que se detuvieran los abortos en Kentucky durante la pandemia de coronavirus, argumentando que era un procedimiento médico electivo que debería estar bajo la prohibición estatal durante la duración de la pandemia. Durante los días de clausura de la sesión legislativa, la legislatura de Kentucky votó para dar al fiscal general poder para regular las clínicas de aborto, pero la legislación fue vetada por el gobernador Beshear.

### Pandemia de COVID-19
Cameron inició medidas legales contra las acciones ejecutivas que tomó el gobernador Beshear para combatir la propagación de COVID-19. En una presentación judicial en julio de 2020, Cameron le pidió a un juez estatal que invalidara todas las órdenes de Beshear respecto a la pandemia y que prohibiera al gobernador emitir o hacer cumplir cualquier otra orden COVID-19. En una orden provisional de julio de 2020, la Corte Suprema de Kentucky bloqueó los esfuerzos de Cameron y los tribunales inferiores para anular las órdenes ejecutivas, en espera de la revisión de la propia Corte Suprema estatal. En noviembre de 2020, la Corte Suprema de Kentucky confirmó por unanimidad la constitucionalidad de las órdenes ejecutivas de emergencia de coronavirus de Beshear.

## Vida personal
Cameron se ha casado dos veces. Su primer matrimonio, con Elizabeth Cameron, duró del 2016 al 2017, cuando se divorciaron. Se casó por segunda vez el 31 de julio de 2020 con Makenze Evans, una maestra de escuela de 27 años.
Cameron se casó con Evans en agosto de 2020 y su hijo nació el 5 de enero de 2022.